# Margareta Hallin
Gunhild Margareta Hallin Ekerot, född Hallin den 20 februari 1931 i Karlskoga,, död 9 februari 2020 i Vantörs distrikt i Stockholm, var en svensk operasångare (koloratursopran), skådespelare och tonsättare.

## Biografi
Hallin debuterade redan under utbildningstiden som operaelev på Kungliga Teatern i Stockholm 1955 i rollen som Rosina i Barberaren i Sevilla. Hon anställdes där 1956 och var därefter en av Operans mest allsidiga sopraner i roller som Zerbinetta i Ariadne på Naxos, Lucia i Lucia di Lammermoor, Sophie i Rosenkavaljeren, Leonora i Trubaduren, Amelia i Maskeradbalen, titelrollen i Aida, Gilda i Rigoletto och den blinda poetissan i Aniara. Hennes sista roll som anställd på Operan var titelrollen i Medea. Detta var ett medvetet val, då hon som avskedsföreställning fick välja mellan Medea och Norma.
Hon gjorde även framträdanden i Glyndebourne, Florens, Wien, Hamburg, Moskva, London och Köpenhamn samt turnerade med romansprogram i Sovjetunionen.
Vid mitten av 1980-talet började hon komponera. Hon var som tonsättare självlärd, men uppmuntrades av bland andra Eberhard Eyser. Sin debut som tonsättare gjorde hon 1986 med tonsatta dikter av Nils Ferlin, Harry Martinson, Werner Aspenström och Alf Henrikson och som hon framförde i Drottningholms slottskapell. Hon har även tonsatt verk av August Strindberg som kammaroperan Fröken Julie från 1990, Den Starkare från 1991 och Ett drömspel från 1992. Hallin valdes in som medlem i Föreningen svenska tonsättare 1990.
Hallin utnämndes till hovsångare 1966 och tilldelades Jussi Björlingstipendiet 1970. Hon fick professors namn 2001. Hallin tilldelades Gunn Wållgren-stipendiet 2006 med motiveringen ”Margareta Hallin är en av Kungliga Operans mest lysande artister under 1900-talet. I egenskap av operasångerska, kompositör och talskådespelare framstod hon som en av det svenska kulturlivets centralgestalter.” 2015 medverkade hon vid Folkteatern i Gävleborg i uppsättningen Faust i Gasklockan.
Hon var gift första gången 1951–1956 med violinisten Inge Boström (1929–2012), med vilken hon fick en dotter 1952, och andra gången 1959–1968 med skådespelaren Bengt Ekerot (1920–1971), med vilken hon fick en son 1966.

## Priser och utmärkelser
- 1966 – Hovsångare
- 1969 – Kvällspostens Thaliapris
- 1970 – Jussi Björlingstipendiet
- 1972 – Ledamot nr 769 av Kungliga Musikaliska akademien
- 1976 – Litteris et Artibus
- 1979 – Teaterförbundets guldmedalj för "utomordentlig konstnärlig gärning"
- 1981 – Svenska grammofonpriset för Gullebarn (med Rolf Lindblom, piano)
- 1986 – Svenska Akademiens teaterpris
- 1995 – Medaljen för tonkonstens främjande
- 2004 – Hugo Alfvénpriset
- 2006 – Gunn Wållgren-stipendiet

## Roller (även roller omnämnda i biografin ovan)

### Operor (urval)

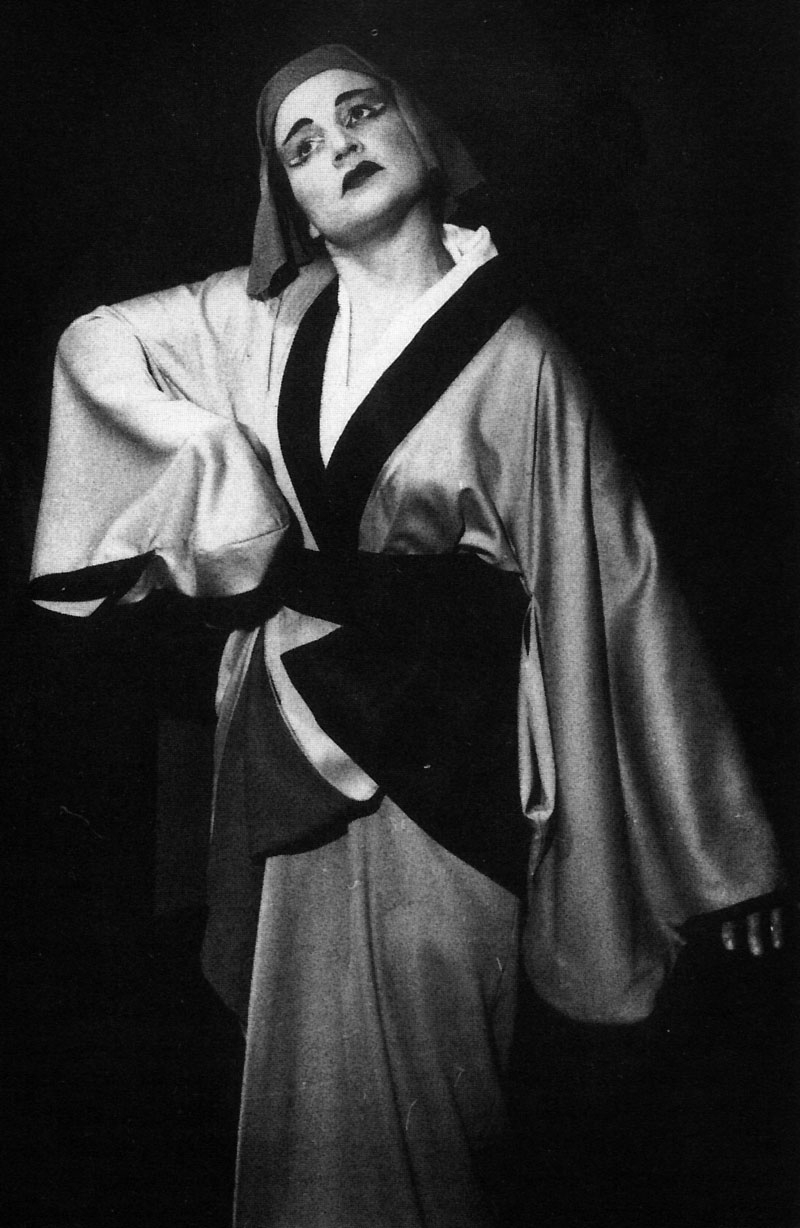
Margareta Hallin i Tranfjädrarna på Blancheteatern 1958.

- 1959 – blinda poetissan, Aniara, Blomdahl
- 1961 – Anne Trulove, Rucklarens väg, Stravinskij
- 1961 – Violetta, La traviata, Verdi
- 1964 – Therese, Drömmen om Therese, Werle
- 1973 – Queen Mother, Gustaf Adolf och Ebba Brahe, Georg Joseph Vogler
- 1976 – Amelia, Maskeradbalen, Giuseppe Verdi
- 1986 – Christina, Gefors
- 1991 – Clytemnestra, Electra, Haeffner

### Pjäser
| År   | Roll                     | Produktion                              | Regi             | Teater                    |
| ---- | ------------------------ | --------------------------------------- | ---------------- | ------------------------- |
| 1954 |                          | Rövarna på Hunneberg Rune Lindström     | Sandro Malmquist | Skansens friluftsteater   |
| 1997 | Shylock                  | Köpmannen i Venedig William Shakespeare |                  | Säffleoperan              |
| 2001 | Kokerskan                | Spöksonaten August Strindberg           | Ingmar Bergman   | Dramaten                  |
| 2006 |                          | Rikard III William Shakespeare          | Linus Fellbom    | Riksteatern               |
| 2007 | Mumien, överstens hustru | Spöksonaten August Strindberg           |                  | Strindbergs Intima Teater |
| 2011 | Sjuksköterskan           | Taklagsöl August Strindberg             |                  | Strindbergs Intima Teater |

### Filmografi
- 1990 – Kronbruden, jordemodern
- 1998 – Från regnormarnas liv, den gamla

## Diskografi (urval)
- Margareta Hallin. Sex kvinnoporträtt ur operans värld. Norrköpings symfoniorkester. EMI HMV 4E 061-34616. Svensk mediedatabas.
- Famous Swedish Singers. Margareta Hallin. Bluebell ABCD 060.
- Svenska hovsångerskor. EMI CMCD 6350. Svensk mediedatabas.
- Lieder. Strauss, Mahler, Mozart. Margareta Hallin. Rolf Lindblom, piano. Proprius PRCD 9151. Svensk mediedatabas.
- Gilda i Verdis Rigoletto. Live recording. Bis CD-296. (2 CD). Svensk mediedatabas.
- Tsu i Sven-Erik Bäcks opera Tranfjädrarna. Norrköpings symfoniorkester. Kammarkören. Dirigent: Eric Ericson. LP. Swedish Society Disciofil SLT 33183. Grammy Award. Svensk mediedatabas.
- Thérèse i Lars Johan Werles Scener ur Drömmen om Thérèse. Medlemmar ur Kungliga Hovkapellet. Dirigent: Michel Gielen. LP. Swedish Society Discofil SLT 33177.
- MARGARETA HALLIN/KJELL FAGÉUS - Jag tänker på vad jag har övergivit...(Hallin tonsättare) nosagcd 068
- Den starkare... - tonsättaren Margareta Hallin. Kammaropera, sånger, Cadenza, klarinettsolo. Sopran: Christin Högnabba; Mezzosopran: Matilda Wahlund;  klarinettist: Magnus Holmander; pianist: Stefan Lindgren - nosag CD 247

## Tonsättningar
- Lärkan för sopran och violin/klarinett/flöjt till text av Erik Blomberg (1988)
- Dagens Gormander "Valet 1988" för sopran, baryton, klarinett och piano till text av Gunnar Ohrlander (1989)
- Dikter av Werner Aspenström för röst och piano (1989)
- Fröken Julie, kammaropera för sopran, mezzosopran, baryton, kör och stråkkvartett med libretto av tonsättaren efter August Strindberg (1990)
- Den starkare, musikdramatisk scen för 2 sopraner och klarinett/basklarinett till text av August Strindberg (1990)
- Död i gryningen för sopran och stråkorkester till text av Federico García Lorca (1991)
- Relationer för röst och kammarorkester till text av tonsättaren (1992)
- Ett drömspel, operaversion av Strindbergs pjäs (1992)
- Fröken Julie för stråkkvartett (1994)
- Edith för sopran, bas och orkester till text av Ernst Brunner (1994)
- Sångarens sång, madrigal för röst och piano till text av Gunnar Ekelöf och Tomas Tranströmer (1995)
- Tre pianostycken (1996)
- Elektra, kammaropera för 5 solister och kammarorkester med libretto av tonsättaren efter Sofokles (1997/99)
- Cadenza för klarinett (2000)
- Säf, säf, susa för röst och puka till text av Gustaf Fröding (2000)
- Duett för röst och klarinett/violin/flöjt till textlös sång (2001)
- Julkantat för 3 solister, blandad kör, barnkör och liten orkester (2008)
- Vem gråter nu? för 3 koloratursopraner och piano till text av Lars Forssell (2000)
- Är jag intill döden trött för röst och piano till text av Harriet Löwenhjelm (2001)
- Sinfonia piccola för kammarorkester (2002)
- Svarta rosor för röst och piano till text av Ernst Josephson (2008)
- Två julsånger för röst och piano till text av tonsättaren (2008)
  1. ”Kom Jul! Kom Jul!”
  2. ”Allt var frid”
- Victoriavalsen för sopran/tenor och piano till text av tonsättaren/Johan Henric Kellgren (2010)
- På judiska kyrkogården i Prag för röst, piano, violin och cello till text av Oscar Levertin (2011)
- Vargarna tjuta på Skansen för röst och piano till text av August Strindberg (2012)
- Som att vara barn för sopran, mezzosopran och piano till text av Tomas Tranströmer (2013)
- November med skiftningar av ädelt pälsverk för sopran, mezzosopran och piano till text av Tomas Tranströmer (2013)
- C-dur för sång och piano till text av Tomas Tranströmer
- Olika länder för 3 sopraner till text av Harry Martinson
- Rekviem för ett barn för solister, blandad kör, barnkör och orkester till text av Lars Forssell
- Två sånger för röst och piano till text av Gustaf Fröding
  - ”Ett gammalt bergtroll”
  - ”Våran prost”
- Två sånger av Li Tai Po för röst och piano i översättning av Alf Henrikson
  1. ”Dricka ensam under månen”
  2. ”Efter att ha druckit”